# Samuel Schmid (Pädagoge)

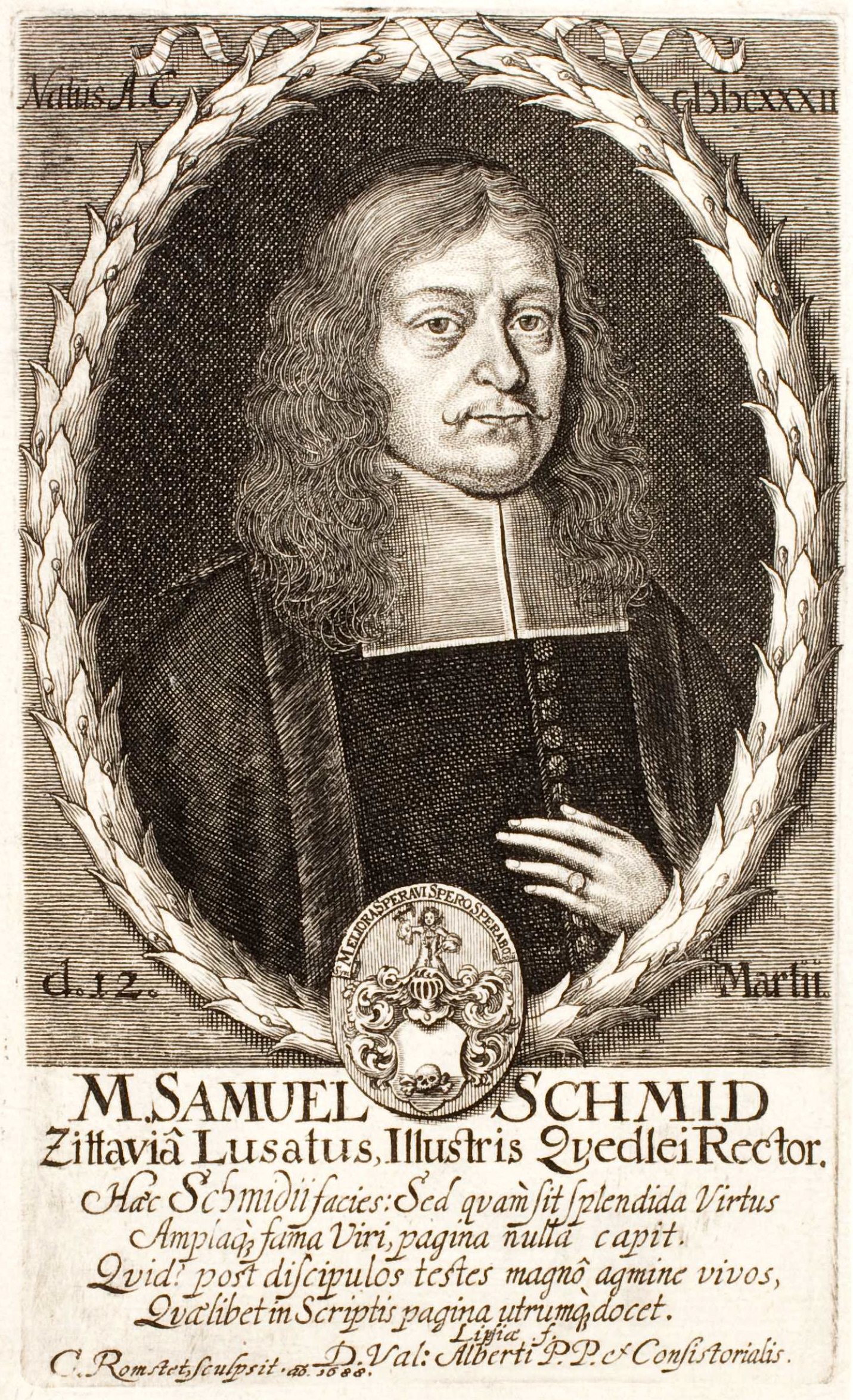
Christian Romstet: Bildnis Samuel Schmid, 1688

Samuel Schmid (* 12. März 1632 in Zittau; † 17. Dezember 1706) war ein deutscher Pädagoge und Autor.

## Leben
Samuel Schmid wurde geboren als Sohn von Tobias Schmid, einem Juristen und Bürger von Schweidnitz in Böhmen, und seiner Frau Lidumila, die einem edlen Geschlecht entstammte. Die Eltern waren vor Krieg und religiöser Verfolgung nach Zittau geflohen, wo der Vater bereits 1634 starb. Die Mutter verheiratete sich neu mit Matthias Krantorsky, einem ehemaligen Professor der Prager Karls-Universität. Dieser brachte seinem Stiefsohn Lateinisch und Griechisch bei, bevor er ans Zittauer Gymnasium kam. Danach ging er ans Casimirianum nach Coburg, von wo aus er 1653 an die Universität Leipzig und später an die Universität Wittenberg wechselte. Dort erlangte er unter Dekan Christoph Notnagel den akademischen Grad eines Magisters. Danach arbeitete er als Lehrer am Gymnasium in Quedlinburg und wurde dort 1657 Konrektor und 1665 Rektor. An Gedächtnisverlust leidend trat er 1704 zurück.
Sein Sohn Samuel Heinrich Schmid publizierte anonym ein 12-bändiges genealogisches, historisches und politisches Werk. Sein Sohn Johannes Tobias Schmid wurde Arzt.

## Werke
- Geistliche Pfingst-Rose, Welche Aus dem Evangelischen Blumen-Gärtlein des Heiligen Geistes … Ausgesuchet … Und in einer Gast-Predigt … In der Fürstlichen Hof-Kirche auf dem Hause in Ballensted zu beschauen fürgestellet … Ockel, Quedlinburg [1671] (Digitalisat).
- Hodegus Epistolicus. Viam expeditam facilemque commonstrans, Qua Imperiti adhuc & rudes tirunculi ad aliquam Epistolas Latine politeq[ue] scribendi Facultatem pervenire possint. Calvisius, [Quedlinburg] 1674 (Digitalisat).
- Diphthongographia, i.e. Dissertatiuncula De vera & genuina Diphthongorum Ae & Oe Scriptione. Leipzig 1677.
- Disputationen
- Schulprogramme
- Predigten